# Cordero segureño
El cordero segureño es una raza española de ganado ovino adaptada a la vida en las Sierras de Segura y de La Sagra y las zonas altas de la ribera del río Segura, de donde toma su nombre.
Las provincias de Granada, Murcia, Albacete, Jaén y Almería comparten las áreas de distribución de esta raza en la península ibérica. Procede del tronco manchego de la especie, del que quedó desvinculada oficialmente por el Ministerio de Agricultura, Pesca y Alimentación en el año 1978, tomando el nombre de «segureña», amparando las variedades blanca, rubisca y mora.
Las duras condiciones que soportan, unida a la prolificidad de la especie y calidad de su carne han contribuido a que el Gobierno de España le concediera su distintivo de origen y calidad el 23 de abril de 2008. Con la publicación en el Boletín Oficial del Estado (BOE), el Gobierno posibilitó que esta Indicación Geografía Protegida (IGP) comenzara a funcionar, la Unión Europea aprobó de forma definitiva la IGP Cordero Segureño el 25 de noviembre de 2013. La IGP 'Cordero Segureño' solo es para los corderos de la raza segureña que se produzcan en 144 municipios de las provincias de Granada, Murcia, Albacete, Jaén y Almería. En 2023 había un total de 149.731 ejemplares distribuidos en 214 ganaderos.
La producción anual es de unos 450 000 corderos al año, que genera una riqueza de más de 60 millones de euros en estas cinco provincias. Bajo esta mención se ampara la carne fresca comercializada en canal, media canal o en partes despiezadas con o sin hueso o en unidades de venta al consumidor, obtenida a partir de los corderos (macho o hembra) procedentes de la raza ovina 'segureña'.

## En Granada
En la zona más próxima a la comarca de Huéscar es donde se concentra la mayor parte de la cabaña ganadera de la raza segureña. Solo en la comarca oscense 600 familias viven directamente de la cría del cordero segureño. La producción anual de corderos en Huéscar es de 200 000 lo que supone unas transacciones anuales de más de 19 millones de euros.

## En Murcia
En la Región de Murcia destaca la comarca del Noroeste, donde se encuentra la mayor parte de la producción y comercialización de cordero segureño de la región. Es entre las cumbres de Moratalla, Caravaca de la Cruz, Bullas, Cehegín o Calasparra donde se cría y reproduce este ganado y se elaboran recetas ancestrales como el asado de cordero, el guiso de cordero o la tartera caravaqueña, platos típicos de la cocina murciana.